# Lilla Fjällingstjärnen
Lilla Fjällingstjärnen är en sjö i Norbergs kommun i Västmanland och ingår i Dalälvens huvudavrinningsområde. Sjön är 7,9 meter djup, har en yta på 0,042 kvadratkilometer och är belägen 192,1 meter över havet.